# Стартевант (Вісконсин)
Стартевант (англ. Sturtevant) — селище (англ. village) в США, в окрузі Расін штату Вісконсин. Населення — 6919 осіб (2020).

## Географія
Стартевант розташований за координатами 42°42′1″ пн. ш. 87°54′6″ зх. д. / 42.70028° пн. ш. 87.90167° зх. д. (42.700250, -87.901550).  За даними Бюро перепису населення США в 2010 році селище мало площу 10,86 км², з яких 10,86 км² — суходіл та 0,00 км² — водойми.

## Демографія
Згідно з переписом 2010 року, у селищі мешкало 6970 осіб у 2103 домогосподарствах у складі 1373 родин. Густота населення становила 642 особи/км².  Було 2240 помешкань (206/км²).
Расовий склад населення:
| - 78,8 % — білих - 15,9 % — чорних або афроамериканців - 1,0 % — азіатів - 0,7 % — корінних американців - 1,3 % — осіб інших рас |

До двох чи більше рас належало 2,2 %. Частка іспаномовних становила 6,1 % від усіх жителів.
За віковим діапазоном населення розподілялося таким чином: 18,1 % — особи молодші 18 років, 73,1 % — особи у віці 18—64 років, 8,8 % — особи у віці 65 років та старші. Медіана віку мешканця становила 35,8 року. На 100 осіб жіночої статі у селищі припадало 161,0 чоловіків;  на 100 жінок у віці від 18 років та старших — 180,5 чоловіків також старших 18 років.
Середній дохід на одне домашнє господарство  становив 69 146 доларів США (медіана — 62 973), а середній дохід на одну сім'ю — 76 693 долари (медіана — 71 803). Медіана доходів становила 51 648 доларів для чоловіків та 40 942 долари для жінок. За межею бідності перебувало 5,3 % осіб, у тому числі 5,2 % дітей у віці до 18 років та 6,2 % осіб у віці 65 років та старших.
Цивільне працевлаштоване населення становило 2766 осіб. Основні галузі зайнятості: виробництво — 25,4 %, освіта, охорона здоров'я та соціальна допомога — 17,9 %, роздрібна торгівля — 11,4 %, мистецтво, розваги та відпочинок — 10,9 %.